# Dreitannenriegel
Der Dreitannenriegel ist ein 1090,2 m ü. NHN hoher Berg im Bayerischen Wald.
Der Berg erhebt sich im Kamm des Vorderen Bayerischen Waldes hoch über der niederbayerischen Kreisstadt Deggendorf und liegt in der Gemarkung Alberting der Gemeinde Grafling. Benachbarte Berge sind der Breitenauriegel, der Geißkopf und der Einödriegel.
Auf dem Gipfel befindet sich ein großes Gipfelkreuz mit Gipfelbuch und eine Schautafel, die das Panorama über weite Teile Niederbayerns erklärt. An klaren Herbsttagen bei Föhneinfluss sind außerdem die Bayerischen Alpen zu sehen.
Auf mehreren Wanderwegen von Grafling, Gotteszell, Habischried, Bischofsmais und Rusel ist der Dreitannenriegel zu Fuß erreichbar. Einer der steilsten Anstiege im vorderen Bayerischen Wald führt über den Wanderweg 3 von Mietraching in Deggendorf durch das Sauloch hinauf nach Rohrmünz (etwa 45 Minuten) und von dort fast direkt in der Falllinie hinauf zum Gipfel. Dieses Teilstück ist nur mit festem Schuhwerk zu begehen, da vor allem im Gipfelaufschwung glatte Felsen gequert werden müssen.
Der Gipfel und ein großer Anteil der Hangflächen gehören zum FFH-Gebiet Deggendorfer Vorwald.